# Anisodes imbuta
Anisodes imbuta là một loài bướm đêm trong họ Geometridae.